# Alarcos
Alarcos és una zona arqueològica a la província de Ciudad Real a Castella-La Manxa
Alarcos deu el seu nom a la fortalesa musulmana d'Al-Arak del districte de Qàlat Rabah, anomenada Santa María de Alarcos pels castellans. A la plana, al peu del puig, es va lliurar la batalla d'Alarcos el 18 de juliol de 1195 (8 de xaban de 591) en què Alfons VIII de Castella fou derrotat per l'almohade Yaqub al-Mansur; els que van sobreviure es van traslladar a un llogaret proper anomenat Pozo Seco de Don Gil, on van fundar la Vila Real per orde d'Alfons X el Savi; quan va agafar el títol de ciutat fou la moderna Ciudad Real.
Les troballes arqueològiques demostren l'ocupació del lloc entre l'edat del bronze i l'edat mitjana, amb un període de despoblació a l'època tardo romana i visigoda. Les excavacions es van iniciar el 1984 i s'ha posar a la llum una ciutat ibera, i part de la muralla i el castell medievals.

## Ciutat ibera

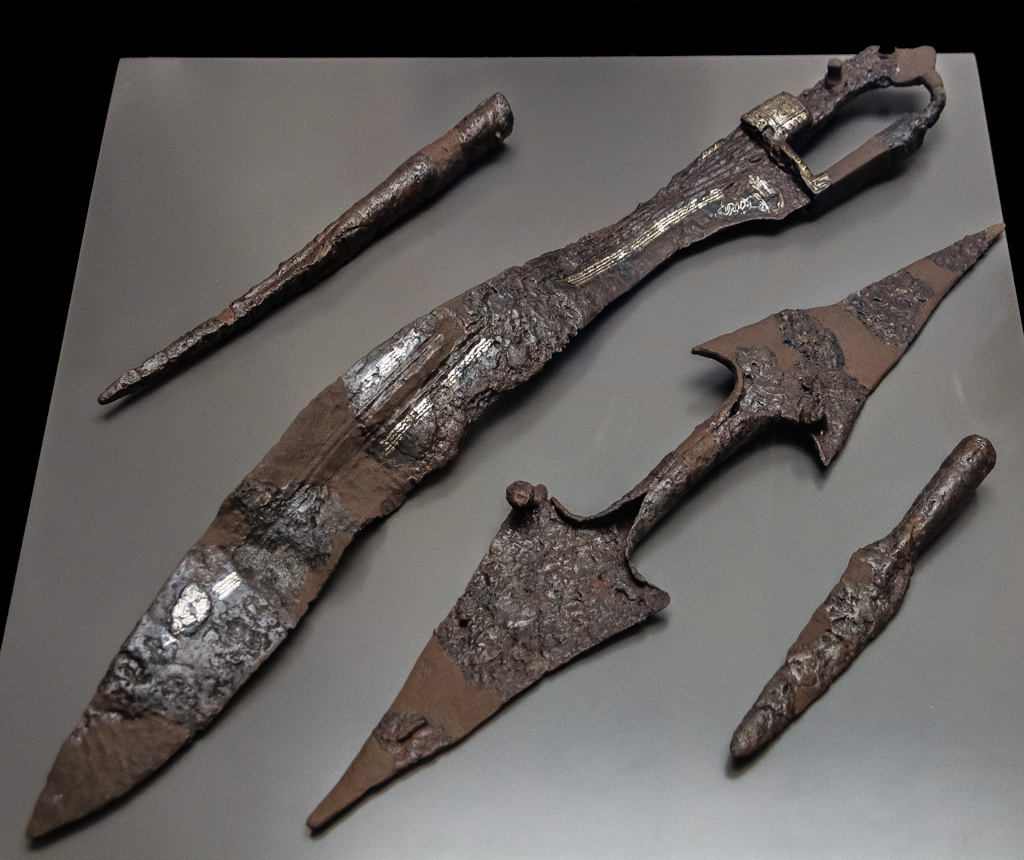
Armes ibèriques trobades a Alarcos

El poblament més antic és de l'edat del bronze, quan es va construir el poblat a la part oest del puig controlant el pas del Guadiana i els passos cap a Andalusia i el Llevant. Vers el segle ix aC la població es va assentar a la resta del puig. Al segle v aC la cultura ibèrica oretana ja estava formada i es va perfeccionar en els dos segles següents; les cases es fan més grans, amb una o dues habitacions, parets de tova, sostre vegetal, organitzades entorn de carrers pavimentats; usaven ceràmiques, objectes de bronze, ferro i os.

## Alarcos a l'edat mitjana
La fortalesa i ciutat annexa tenia una extensió de 33 hectàrees, rodejada per una muralla de 3 metres. Es va construir en part utilitzant material de la ciutat ibèrica i en part destruint aquesta, ja que fou construïda al damunt. Quan el 1195 fou abandonada part del material es va portar a Vila Real i va servir per a la construcció d'aquesta; segons les troballes, Alarcos estava en construcció el 1195. Al centre de la ciutat hi havia el castell. Construït sobre l'assentament ibèric s'hi localitzen restes de construcció àrab molt antiga, de vers el segle x, i restes posteriors del segle xi; el castell cristià es va construir aprofitant l'àrab, en data posterior al 1085 (conquesta de Toledo) i es van refer les torres totalment afegint també noves estructures defensives; també estava en obres el 1195; els àrabs que el van dominar entre 1195 i 1212 hi van fer algunes modificacions a l'espai interior.

## L'ermita
L'ermita de Santa Maria fou construïda a la part nord-oest, en data incerta després del 1212. La seva planta és de creu llatina i està dividida en tres naus de desigual altura. L'edificació probablement es va acabar al segle xiv.